# Rhododendron goyozanense
Rhododendron goyozanense är en ljungväxtart som först beskrevs av M.Kikuchi, och fick sitt nu gällande namn av Lyndley Alan Craven. Rhododendron goyozanense ingår i släktet rododendron, och familjen ljungväxter. Inga underarter finns listade i Catalogue of Life.